# Thư viện Alexandria
Thư viện Alexandria ở thành phố Alexandria của Ai Cập từng là một trong những thư viện lớn và quan trọng nhất trong số các thư viện của thế giới cổ đại. Thư viện là một phần của một viện nghiên cứu lớn hơn là Mouseion, hay "Ngôi nhà của các Muse" - những nữ thần của thơ ca và nghệ thuật. Ý tưởng về một thư viện công cộng ở Alexandria có thể đã được đề xuất bởi Demetrios của Phalerum, một chính khách lưu vong người Athens sống ở Alexandria, ông đã đề xuất trước vua Ptolemaios I Soter, vị vua đã lập ra kế hoạch cho Thư viện, nhưng Thư viện không được xây dựng mãi cho đến triều đại của con trai ông là Ptolemaios II Philadelphos. Thư viện nhanh chóng có được một số lượng lớn sách cuộn bằng giấy cói, phần lớn là do các chính sách tích cực và được tài trợ tốt từ các vị vua nhà Ptolemaios trong việc mua sắm các văn bản. Đến nay vẫn không biết chính xác thư viện có được bao nhiêu cuộn giấy như vậy, ước tính dao động từ 40.000 đến 400.000 cuộn.
Alexandria được coi là kinh đô của tri thức và học thuật, một phần là vì có Đại Thư viện. Nhiều học giả quan trọng và có ảnh hưởng đã từng làm việc tại Thư viện trong thế kỷ III và II trước Công nguyên, như: Zenodotos của Ephesos, người đã chuẩn hóa các văn bản của các tác phẩm của Hómēros; Callimachos, người đã viết Pinakes, được coi là danh mục thư viện đầu tiên trên thế giới; Apollonios của Rhodes, người sáng tác bài thơ sử thi Argonautica; Eratosthenes của Cyrene, người đã tính chu vi của Trái Đất gần chính xác với sai số vài trăm km; Aristophanes của Byzantium, người đã phát minh ra hệ thống dấu phụ Hy Lạp và là người đầu tiên phân chia các văn bản thơ theo dòng; Aristarchos của Samothrace, người đã tạo ra các văn bản hoàn thiện về các bài thơ Hómēros cũng như các bài bình luận sâu rộng về chúng. Trong triều đại Ptolemaios III Euergetes, một thư viện con đã được thành lập tại Serapeum, đây là ngôi đền của vị thần Serapis - vị thần của người Hy Lạp-Ai Cập.
Bất chấp niềm tin phổ biến ngày nay rằng Thư viện đã bị đốt cháy một lần và bị phá hủy một cách thảm khốc, thực sự Thư viện đã tự suy tàn dần dần trong suốt nhiều thế kỷ, bắt đầu bằng việc thanh trừng các học giả ở Alexandria vào năm 145 trước Công nguyên dưới thời trị vì của Ptolemaios VIII Physcon, dẫn đến việc Aristarchos của Samothrace - viên quản thủ thư viện, đã từ chức và rời đến đảo Síp. Nhiều học giả khác, bao gồm Dionysios Thrax và Apollodoros của Athens đã trốn sang các thành phố khác, tại đó họ tiếp tục giảng dạy và tiến hành nghiên cứu. Toàn bộ thư viện, hoặc một phần của kho tàng tư liệu của nó đã bị Julius Caesar vô tình đốt cháy trong cuộc nội chiến của ông vào năm 48 trước Công nguyên, nhưng không rõ thực sự thư viện đã bị phá hủy ra sao và dường như nó vẫn tiếp tục tồn tại hoặc được xây dựng lại ngay sau đó; nhà địa lý học Strabo đã đề cập đến việc viếng thăm Mouseion vào khoảng năm 20 trước Công nguyên và tác phẩm học thuật của Didymos Chalkenteros ở Alexandria trong thời kỳ này cho thấy rằng ông có quyền sử dụng kho tàng tư liệu của Thư viện.
Thư viện suy giảm trong thời kỳ La Mã do thiếu kinh phí và các hoạt động hỗ trợ. Thư viện dường như đã chấm dứt hoạt động vào những năm 260 Công nguyên. Trong khoảng thời gian từ 270 đến 275 Công nguyên, thành phố Alexandria đã chứng kiến một cuộc nổi loạn và cuộc dẹp loạn của triều đình, có lẽ điều này đã phá hủy những gì còn lại của Thư viện. Thư viện con Serapeum có thể vẫn tồn tại sau khi Thư viện chính bị phá hủy. Serapeum đã phá hủy vào năm 391 CN dưới một sắc lệnh do Giáo trưởng của Giáo hội Chính thống giáo Copt Theophilus của Alexandria ban hành, nhưng nó dường như không giống một nhà trữ sách vào thời điểm đó và được sử dụng chủ yếu như một nơi tập hợp cho các nhà triết học Tân Plato, học trò của Iamblichus.

## Bối cảnh lịch sử
Thư viện Alexandria không phải là thư viện đầu tiên. Thư viện đã có truyền thống lâu đời ở cả Hy Lạp và Cận Đông cổ đại. Kho lưu trữ các ghi chép bằng văn bản sớm nhất được tìm thấy là ở thành bang Uruk của Sumer cổ đại vào khoảng năm 3400 trước Công nguyên (TCN), khi chữ viết chỉ mới bắt đầu phát triển. Học thuật của lĩnh vực văn học bắt đầu vào khoảng 2500 TCN. Các vương quốc và đế quốc sau này ở Cận Đông cổ đại đều có truyền thống sưu tầm sách vở. Người Hittite và Assyria cổ đại có các kho lưu trữ lớn chứa những tài liệu được viết bằng nhiều ngôn ngữ khác nhau. Thư viện nổi tiếng nhất của vùng Cận Đông cổ đại là Thư viện Ashurbanipal ở Nineveh, được thành lập vào thế kỷ VII trước Công nguyên bởi vua Assyria là Ashurbanipal (trị vì từ 668 đến 627 TCN). Ở Babylon dưới triều đại của Naboukhodonosor II (khoảng 605 đến 562 TCN) cũng có một thư viện rất lớn. Tại Hy Lạp, bạo chúa người Athens là Peisistratos được cho là đã thành lập thư viện công cộng lớn đầu tiên vào thế kỷ VI trước Công nguyên. Chính từ nguồn sách hỗn hợp của Hy Lạp và Cận Đông mà ý tưởng xây dựng Thư viện Alexandria đã ra đời.
Các vị vua người Macedonia kế vị Alexandros Đại đế là những vì vua cai trị vùng Cận Đông muốn thúc đẩy văn hóa Hy Lạp và học thuật trên khắp thế giới lúc đó. Nhà sử học Roy MacLeod gọi đây là "một chương trình của chủ nghĩa đế quốc văn hóa". Do đó, những vị vua này đã sưu tầm và tổng hợp sách vở từ cả người Hy Lạp và từ các vương quốc của Cận Đông thời cổ đại. Các thư viện đã nâng cao uy tín của các thành phố, chúng thu hút các học giả và phục vụ một cách thiết thực cho các vấn đề cai trị và chính trị vương quốc. Từ đó dẫn đến việc mọi trung tâm đô thị lớn của Hy Lạp đều xây một thư viện hoàng gia. Tuy nhiên, Thư viện Alexandria là chưa từng có từ trước đến lúc đó do quy mô và mức độ tham vọng của triều đại Ptolemaios; không giống các thư viện trước đó và thư viện đương thời, nhà Ptolemaios có tham vọng muốn xây dựng một kho tàng chứa tất cả kiến thức.

## Dưới sự bảo trợ của Nhà Ptolemaios

### Thành lập

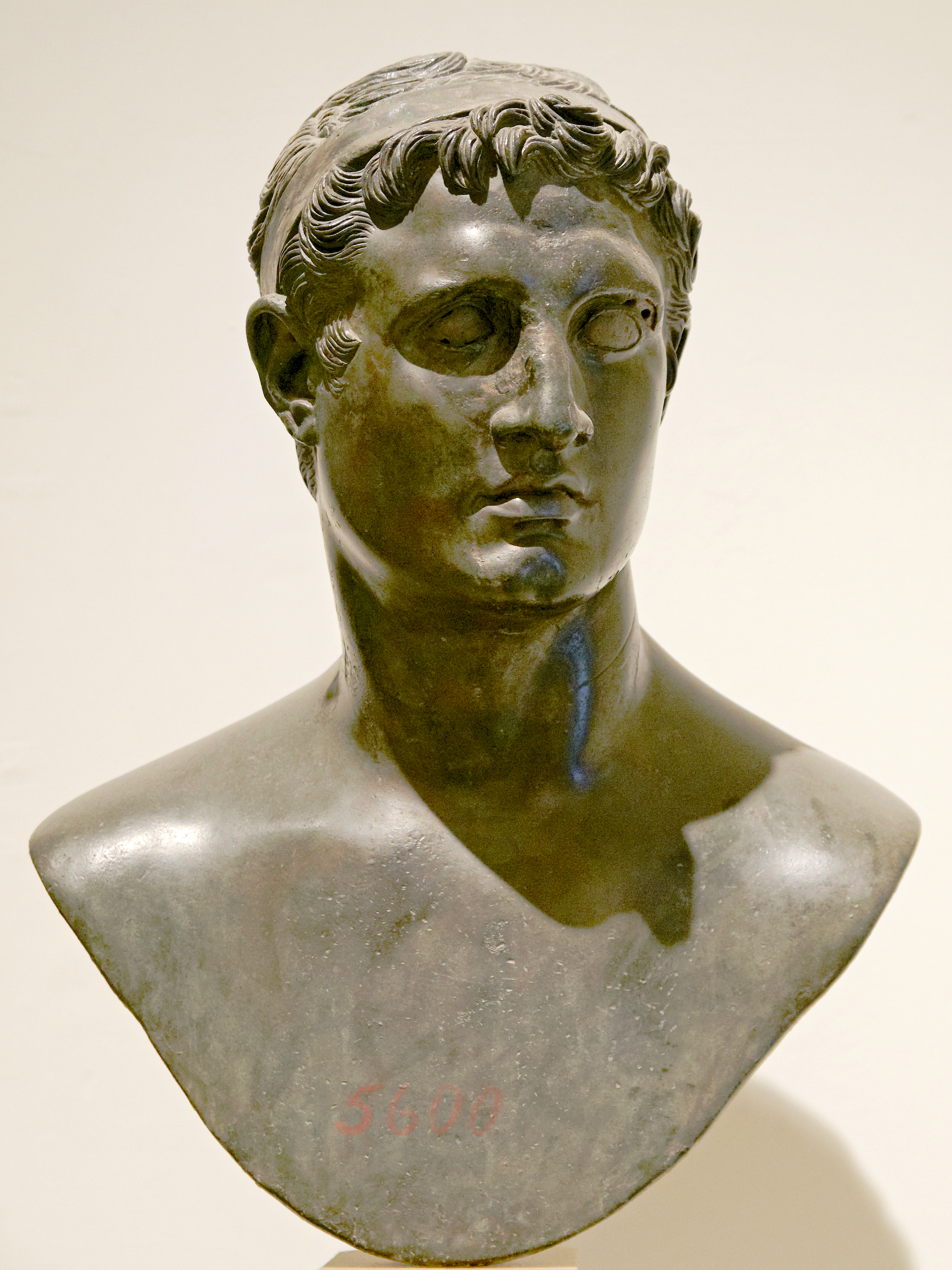
Bức tượng bán thân được khai quật tại Điền trang giấy cói mô tả Ptolemaios II Philadelphos, vị vua được cho là người thành lập Thư viện, mặc dù kế hoạch xây dựng và phát triển là từ cha ông, vua Ptolemaios I Soter.

Thư viện Alexandria là một trong những thư viện lớn nhất và quan trọng nhất của thế giới cổ đại, nhưng những hiểu biết một cách chi tiết về nó chỉ là sự pha trộn giữa lịch sử và truyền thuyết. Nguồn thông tin còn tồn tại sớm nhất được biết đến về việc thành lập Thư viện Alexandria là văn tự giả mạo Bức thư của Aristeas, được soạn thảo trong khoảng thời gian 180 đến 145 TCN. Bức thư của Aristeas ghi rằng Thư viện được xây dựng trong triều đại của Ptolemaios I Soter (323–283 TCN) và rằng ban đầu nó được sắp xếp bởi Demetrios của Phalerum, một học trò của Aristoteles, người đã bị lưu đày khỏi Athens và lánh nạn ở Alexandria dưới sự bảo trợ của triều đình Ptolemaios. Tuy nhiên, Bức thư của Aristeas có niên đại muộn và nó chứa thông tin mà ngày nay được biết là không chính xác. Các nguồn khác cho rằng thay vào đó Thư viện đã được xây dựng dưới triều đại của Ptolemaios II Philadelphos (283–246 TCN).
Các học giả hiện đại đều đồng ý có thể Ptolemaios I đã đặt nền tảng cho Thư viện, nhưng nó chỉ hoàn thành và hoạt động dưới triều đại Ptolemaios II. Vào thời điểm đó, Demetrios của Phalerum đã đánh mất sự biệt đãi của triều đình Ptolemaios dành cho ông và do đó, ông không thể có bất kỳ vai trò nào trong việc góp phần cho Thư viện hoàn thành. Tuy nhiên, Stephen V. Tracy cho rằng chí ít Demetrios rất có thể đã có vai trò quan trọng trong việc thu thập số sách vở đầu tiên mà về sau trở thành một phần trong kho tàng của Thư viện. Vào khoảng năm 295 TCN hoặc gần sau đó, Demetrios có thể đã có được những cuốn sách đầu tiên của Aristotle và Theophrastos, điều duy nhất mà ông ta có thể làm, bởi vì ông ta là một thành viên xuất sắc của trường phái triết lý Aristole.
Thư viện được xây dựng tại Brucheion (Khu vực Hoàng gia), như là một phần của Mouseion. Mục đích chính ban đầu của thư viện là thể hiện sự giàu có của Ai Cập, nhiều hơn mục đích nghiên cứu, nhưng tài liệu của nó được sử dụng để hỗ trợ việc trị vì của những người cai trị của Ai Cập. Hiện nay vẫn chưa biết cách bố trí chính xác của thư viện như thế nào, nhưng các nguồn tư liệu cổ xưa mô tả Thư viện Alexandria bao gồm một bộ sưu tập sách cuộn, các cây cột Hy Lạp, một con đường peripatos, một phòng ăn chung, phòng đọc sách, phòng họp, vườn và giảng đường, tạo ra một kiểu mẫu cho khuôn viên trường đại học hiện đại ngày nay. Một hội trường chứa các kệ sách cuộn bằng giấy cói được gọi là bibliothekai (βιβλιοθῆκαι). Theo như truyền tụng rộng rãi, một dòng chữ phía trên các kệ có nội dung: "Nơi chữa bệnh của tâm trí".

### Mở rộng và tổ chức ban đầu

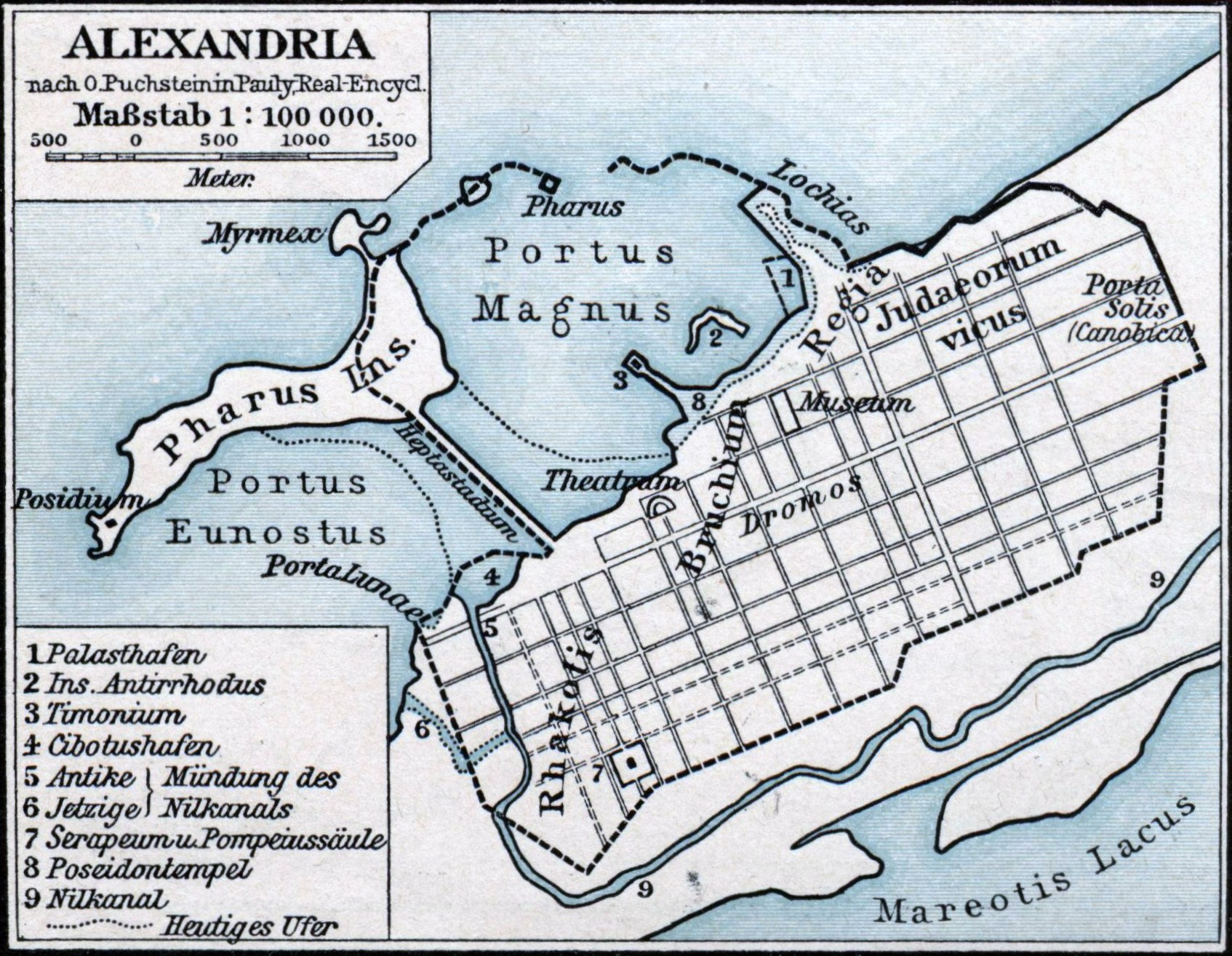
Bản đồ Alexandria cổ đại. Mouseion nằm trong khu phố Broucheion của hoàng gia (được liệt kê trên bản đồ này là "Bruchium") nằm tại trung tâm của thành phố gần cảng lớn ("Portus Magnus" trên bản đồ).

Các vị vua nhà Ptolemaios có ý định rằng Thư viện sẽ là một tập hợp tất cả các tri thức và họ đã tiến hành mở rộng kho tàng sách của Thư viện thông qua một chính sách mua sách tích cực và được tài trợ chu đáo. Họ phái những người đại diện của hoàng gia với ngân sách lớn và ra lệnh thu mua, thu thập càng nhiều văn bản càng tốt, về bất kỳ chủ đề nào và bởi bất kỳ tác giả nào. Các bản sao cũ của các văn bản được ưa chuộng hơn các bản mới hơn, vì người ta cho rằng các bản sao cũ đã ít bị sao chép hơn vì vậy chúng giống với bản gốc của các tác giả hơn. Chương trình này liên quan đến các chuyến đi đến triển lãm sách của Rhodes và Athens. Theo tác giả y học người Hy Lạp là Galenos, thuận theo sắc lệnh của Ptolemaios II, bất kỳ cuốn sách nào được tìm thấy trên những con tàu cập vào cảng đều được đưa đến thư viện, ở đó chúng được sao chép bởi các viên ký lục hoàng gia. Các văn bản gốc được lưu giữ lại trong thư viện còn các bản sao thì được gửi trả cho chủ sở hữu cuốn sách đó. Thư viện đặc biệt tập trung vào việc có được các bản thảo của các bài thơ Homer, mà vốn là nền tảng của nền giáo dục Hy Lạp và được tôn sùng hơn bất kỳ bài thơ nào khác. Thư viện đã có được nhiều bản thảo khác nhau về những bài thơ này, gắn thẻ mỗi bản sao một nhãn để cho biết bản thảo đến từ đâu.
Ngoài việc thu thập các tác phẩm, về sau Mouseion mà chứa cả khu vực Thư viện là nơi ở của các học giả quốc tế, nhà thơ, nhà triết học và nhà nghiên cứu, theo ghi chép của nhà địa lý học người Hy Lạp vào thế kỷ I là Strabo, họ được trả lương cao, miễn  phí thức ăn và chỗ ở, và được miễn thuế. Họ có một phòng ăn lớn, hình tròn với trần hình vòm cao, trong đó mọi người cùng ăn bữa ăn chung. Cũng có nhiều phòng học, nơi các học giả thỉnh thoảng dạy cho các học sinh. Ptolemaios II Philadelphos rất quan tâm đến động vật học, do đó, người ta đã suy đoán rằng ở Mouseion thậm chí có một vườn thú dành cho các loài động vật kỳ lạ. Theo học giả cổ đại là Lionel Casson, ý tưởng ở đây đó là nếu các học giả được giải phóng hoàn toàn khỏi mọi gánh nặng của cuộc sống hàng ngày, họ sẽ có thể dành nhiều thời gian hơn cho nghiên cứu và theo đuổi tri thức. Strabo gọi nhóm các học giả sống tại Mouseion là một σύνοδος (synodos, "cộng đồng"). Ngay từ năm 283 TCN, họ có khoảng từ ba mươi đến năm mươi học giả.

### Hoạt động ban đầu
Thư viện Alexandria không liên kết với bất kỳ trường phái triết học cụ thể nào vì vậy việc nghiên cứu của các học giả có sự tự do học thuật đáng kể. Tuy nhiên, họ là thần dân nằm dưới uy quyền của nhà vua. Một câu chuyện có thể là không chính xác kể về một nhà thơ có tên là Sotades, ông ta đã viết một bài thơ trào phúng tục tĩu chế giễu Ptolemaios II vì đã cưới em gái của chính nhà vua là Arsinoe II. Ptolemaios II được ghi chép thuật lại là đã cho bỏ tù Sotades và sau khi nhà thơ này bỏ trốn, ông đã cho niêm phong Sotades trong một chiếc bình chì và thả xuống biển. Vì là một trung tâm tôn giáo, Mouseion được cai quản bởi một tư tế của các Muse, được gọi là epistates, và được nhà vua bổ nhiệm tương tự như các tư tế quản lý các đền thờ Ai Cập khác. Bản thân Thư viện lại được quản lý bởi một học giả, người giữ vai trò là quản thủ thư viện, đồng thời là gia sư cho con trai của nhà vua.
Vị quản thủ thư viện đầu tiên được ghi nhận là Zenodotos của Ephesos (sống vào khoảng năm 325–270 TCN). Công việc chính của Zenodotos là dành hết thời gian vào việc tạo lập những bài văn kiểu mẫu cho các bài thơ của Homer và các nhà thơ trữ tình Hy Lạp đầu tiên. Hầu hết những gì được biết về ông đều đến từ những bài bình luận đề cập đến các cách giải thích mà ông ưa chuộng về những đoạn thơ đặc biệt. Zenodotos được biết là đã viết một bảng chú giải các từ hiếm và ít dùng, chúng được sắp xếp theo thứ tự bảng chữ cái, điều này khiến ông trở thành người đầu tiên được biết đến là đã sử dụng thứ tự bảng chữ cái như là một phương pháp tổ chức. Và vì bộ sưu tập tại Thư viện Alexandria dường như đã được sắp xếp theo thứ tự bảng chữ cái bằng chữ cái đầu tiên trong tên tác giả từ rất sớm, Casson kết luận rằng nhiều khả năng chính Zenodotos là người đã thiết lập cách thức này. Tuy vậy, hệ thống sắp xếp theo bảng chữ cái của Zenodotos chỉ sử dụng chữ cái đầu tiên của từ và mãi đến thế kỷ II thì mọi người đã biết áp dụng cùng một phương pháp sắp xếp theo bảng chữ cái đối với những chữ cái còn lại của từ.
Trong khi đó, học giả và cũng là nhà thơ Callimachos đã biên soạn Pinakes, một danh mục về 120 cuốn sách của nhiều tác giả khác nhau và tất cả các tác phẩm được biết đến của họ. Pinakes đã không còn tồn tại cho đến ngày nay, nhưng nó đã được nhắc đến khá nhiều và những đoạn còn sót lại của nó đã cho phép các học giả phục dựng lại được phần nào cấu trúc cơ bản của nó. Pinakes được chia thành nhiều phần, mỗi phần lại chứa những mục từ cho các tác giả theo một thể loại đặc biệt của văn học. Sự phân chia cơ bản nhất là giữa các tác giả thơ và văn xuôi, mỗi phần lại được chia thành các phần phụ. Mỗi phần liệt kê các tác giả theo thứ tự bảng chữ cái. Mỗi mục bao gồm tên của tác giả, tên của thân sinh, nơi sinh và thông tin tiểu sử ngắn gọn khác, đôi khi gồm cả biệt danh của tác giả được biết đến, theo sau là một danh sách đầy đủ tất cả các tác phẩm đã được biết đến của tác giả đó. Các mục dành cho các tác giả như Aeschylos, Euripides, Sophocles và Theophrastos rất dài, trải dài trên nhiều cột văn bản. Mặc dù Callimachos đã hoàn thành tác phẩm nổi tiếng nhất của mình tại Thư viện Alexandria, ông chưa bao giờ giữ vị trí quản thủ thư viện ở đó. Học trò của Callimachos là Hermippos của Smyrna đã viết về thể loại tiểu sử, Philostephanos của Cyrene đã nghiên cứu về địa lý và Istros (người có thể đã đến từ Cyrene) nghiên cứu về cổ vật Attic. Ngoài Đại Thư viện, nhiều thư viện nhỏ khác cũng bắt đầu mọc lên khắp thành phố Alexandria.

Theo truyền thuyết, nhà phát minh người Syracuse Archimedes đã phát minh ra bơm trục vít Archimedes, một loại máy bơm vận chuyển nước trong khi ông đang học tại Thư viện Alexandria.

Sau khi Zenodotos qua đời hoặc có lẽ là nghỉ hưu, Ptolemaios II Philadelphos đã bổ nhiệm Apollonios của Rhodes (295–215 TCN), một người dân địa phương ở Alexandria và là một học trò của Callimachos trở thành vị quản thủ thư viện thứ hai của Thư viện Alexandria. Philadelphos cũng bổ nhiệm Apollonios của Rhodes làm gia sư cho con trai ông, vị pharaon tương lai Ptolemaios III Euergetes. Apollonios của Rhodes còn nổi tiếng khi là tác giả của Argonautica, một bài thơ sử thi về các cuộc hành trình của Jason và những người Argonaut, chúng vẫn tồn tại nguyên vẹn cho đến ngày nay. Argonautica thể hiện hiểu biết sâu rộng của Apollonios về lĩnh vực lịch sử và văn học, nhắc đến một loạt các sự kiện và chủ đề, đồng thời bắt chước phong cách của những bài thơ Homer. Một số đoạn trong các tác phẩm học thuật của ông vẫn còn, nhưng ông thường nổi tiếng hơn với tư cách là một nhà thơ hơn là một học giả.
Theo truyền thuyết, trong thời gian Apollonios làm quản thủ của thư viện, nhà toán học và nhà phát minh Archimedes (sống vào khoảng năm 287–khoảng năm 212 TCN) đã đến thăm Thư viện Alexandria. Trong thời gian ông lưu lại ở Ai Cập, người ta kể rằng Archimedes đã quan sát sự thay đổi của sông Nile, từ đó ông phát minh ra bơm trục vít Archimedes, loại bơm được sử dụng để vận chuyển nước từ các vùng trũng thấp vào các mương tưới tiêu. Archimedes sau đó quay trở lại Syracuse, tại đây ông tiếp tục nghiên cứu các phát minh mới.
Theo hai nguồn tài liệu ghi chép muộn hơn và phần lớn không đáng tin cậy, Apollonios đã buộc phải từ chức quản thủ thư viện và đã chuyển đến đảo Rhodes vì lý do thù địch mà ông phải hứng chịu ở Alexandria, nguyên nhân từ bản thảo đầu tiên của Argonautica do ông viết. Nhiều khả năng sự từ chức của Apollonios là do việc lên ngôi của Ptolemaios III Euergetes vào năm 246 TCN.

### Hoạt động tiếp theo và sự mở rộng

Hình minh họa một phần của Trái Đất, cho thấy một phần của lục địa châu Phi. Hai tia mặt trời chiếu xuống mặt đất tại Syene và Alexandria. Góc của tia mặt trời và gnomons (cực thẳng đứng) được hiển thị tại Alexandria, cho phép Eratosthenes ước tính bán kính và chu vi của Trái Đất.

Vị quản thủ thư viện thứ ba của Thư viện là Eratosthenes của Cyrene (sống vào khoảng 280–194 TCN), ông được biết đến nhiều nhất nhờ vào các công trình khoa học, ngoài ra ông còn là một học giả về lĩnh vực văn học. Tác phẩm quan trọng nhất của Eratosthenes là chuyên luận Geographika, ban đầu gồm ba tập. Bản thân tác phẩm này đã không còn tồn tại cho tới ngày nay, nhưng nhiều đoạn của nó đa được bảo tồn cho đến ngày nay thông qua trích dẫn trong các tác phẩm của nhà địa lý học Strabo sau này. Eratosthenes là học giả đầu tiên áp dụng toán học vào địa lý và lập bản đồ, trong luận thuyết Liên quan đến Kích thước của Trái Đất của mình, ông đã tính được gần chính xác chu vi của Trái Đất và chỉ sai số vài trăm km. Eratosthenes còn tạo ra một tấm bản đồ về toàn bộ thế giới được biết đến vào lúc đó, bao gồm thông tin lấy từ các nguồn sách trong Thư viện, các dữ kiện từ chiến dịch của Alexandros Đại đế ở Ấn Độ, và những báo cáo được viết bởi các thành viên trong đoàn săn voi của nhà Ptolemaios từ các cuộc thám hiểm của họ dọc theo bờ biển Đông Phi.
Eratosthenes là người đầu tiên đưa địa lý phát triển theo hướng trở thành một ngành khoa học. Eratosthenes cho rằng bối cảnh của các bài thơ Homer hoàn toàn là tưởng tượng, ông lập luận rằng mục đích của thơ ca chỉ là "bắt giữ linh hồn" các học giả, thay vì đưa ra một lý giải chính xác về các sự kiện lịch sử có thực. Strabo trích lời Eratosthenes khi bình luận một cách mỉa mai, "một người có thể tìm thấy những chốn lang thang của Odysseus, nếu ngày đó đến chỉ khi anh ta tìm thấy được người thợ da khâu da dê của gió." Trong khi đó, các học giả khác tại Thư viện Alexandria cũng thể hiện sự quan tâm của họ đến các đề tài khoa học. Bacchius của Tanagra, người cùng thời với Eratosthenes đã chỉnh sửa và bình luận về các tác phẩm y học trong tuyển tập của Hippocrates. Các bác sĩ Herophilus (sống khoảng 335–280 TCN) và Erasistratus (304–250 TCN) đã nghiên cứu cơ thể con người, nhưng công việc nghiên cứu của họ đã bị cản trở bởi những cuộc phản đối chống lại việc mổ xẻ xác chết, vì hành động đó bị cho là vô đạo đức.
Theo Galen, vào cùng thời gian đó, vua Ptolemaios III đã yêu cầu người Athen cho mượn các bản thảo gốc của Aeschylus, Sophocles và Euripides, và người Athen đã yêu cầu trả mười lăm talents kim loại quý (1.000 lb, 450 kg) để đảm bảo rằng vì vua sẽ trả lại các bản thảo. Ptolemaios III đã có được các bản sao đắt giá về các vở kịch được ghi chép trên giấy cói chất lượng cao nhất và gửi trả cho người Athen các bản sao, giữ bản thảo gốc mà vua đã mượn cho thư viện, và vị vua nói với người Athen rằng họ có thể giữ lại số talents. Câu chuyện này cũng cho thấy sức mạnh của Alexandria đối với Athens dưới triều đại Ptolemaios. Chi tiết này xuất phát từ việc Alexandria là cảng hai chiều nhân tạo giữa đất liền và đảo Pharos, nắm thương mại từ phía Đông đến phía Tây, nó là trung tâm thương mại quốc tế, điểm sản xuất giấy cói hàng đầu và sách vở từ rất sớm. Đến khi số lượng cuộn giấy trong Thư viện gia tăng thì nó dần không còn không gian để chứa, vì vậy dưới triều đại Ptolemaios III Euergetes, vị vua này đã mở một kho tàng phụ tại Serapeum của Alexandria, đây là một ngôi đền của vị thần Hy Lạp-Ai Cập là Serapis và nó nằm gần cung điện hoàng gia.

### Đỉnh cao của phê bình văn học

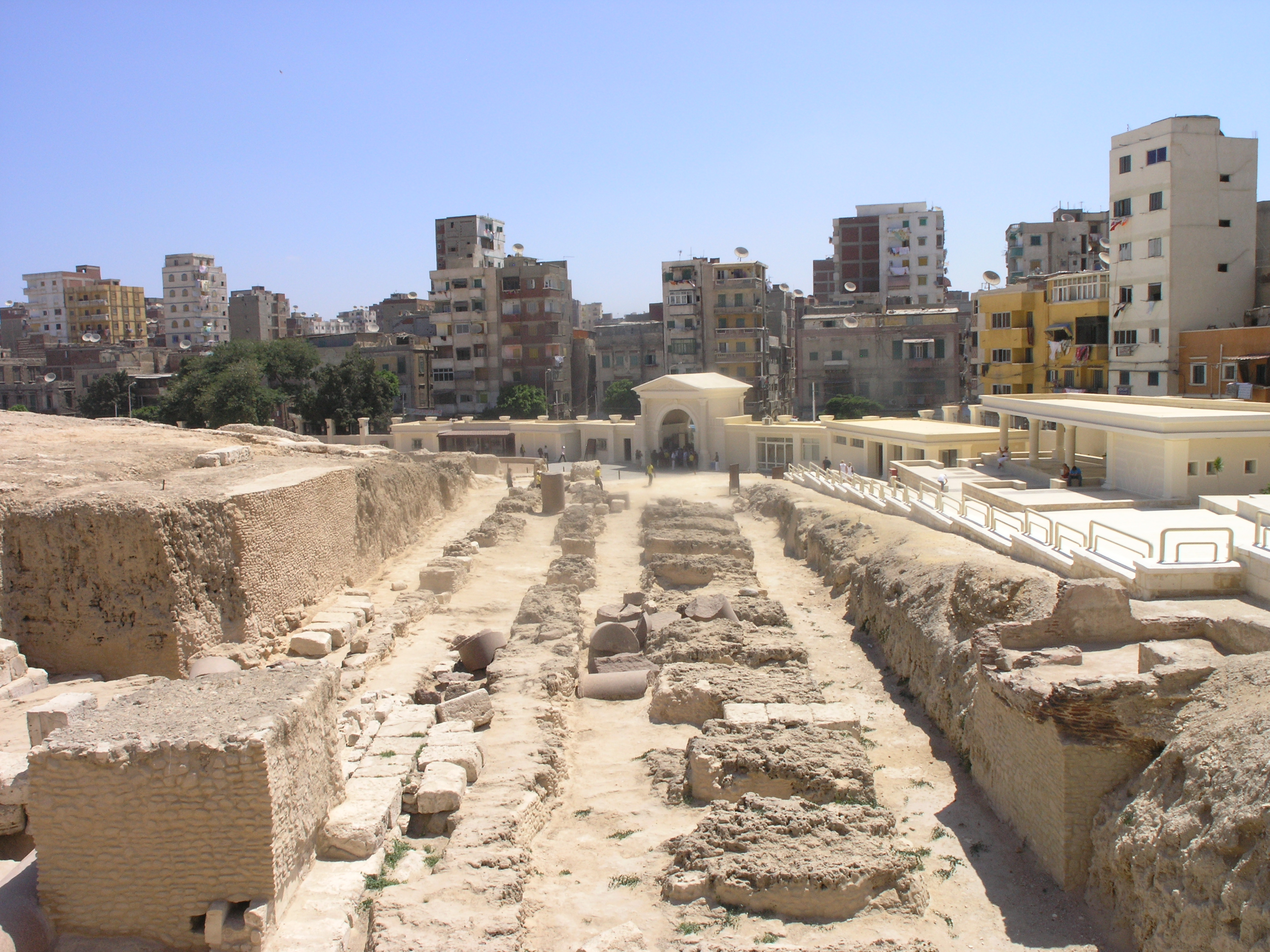
Những tàn tích ngày nay của Serapeum Alexandria, nơi Thư viện Alexandria sử dụng khi không còn không gian lưu trữ trong tòa nhà chính.

Aristophanes của Byzantium (sống vào khoảng 257–180 TCN) đã trở thành vị quản thủ thư viện thứ tư vào khoảng năm 200 trước Công nguyên. Theo một tài liệu được ghi lại bởi nhà văn La Mã Vitruvius, Aristophanes là một trong bảy giám khảo của một cuộc thi thơ do Ptolemaios III Euergetes tổ chức. Sáu giám khảo kia đều ủng hộ một thí sinh, nhưng Aristophanes thích chọn người mà khán giả thích nhất. Aristophanes tuyên bố rằng tất cả các nhà thơ trong cuộc thi (ngoại trừ người mà ông ta chọn) phạm tội đạo văn và vì vậy loại tất cả họ. Nhà vua yêu cầu ông chứng minh lý do này, nên ông đã lấy các văn bản từ Thư viện, sau đó chỉ ra các vị trí có nội dung đạo văn trong từng văn bản. Vì trí nhớ đầy ấn tượng này và sự siêng năng của mình, Ptolemaios III đã bổ nhiệm ông làm quản thủ thư viện.
Vai trò thủ thư tại thư viện của Aristophanes của Byzantium được coi là đã mở ra một giai đoạn phát triển hoàn thiện hơn nữa của Thư viện Alexandria. Trong giai đoạn này, phê bình văn học đã đạt đến đỉnh cao và đã chiếm ưu thế về mặt học thuật của Thư viện. Aristophanes đã chỉnh sửa các văn bản thơ và giới thiệu việc phân chia các bài thơ theo hàng trên trang giấy, bởi vì trước kia thơ được viết ra giống như văn xuôi. Ông cũng đã phát minh ra hệ thống dấu phụ trong tiếng Hy Lạp, và viết các tác phẩm quan trọng về từ điển học, đồng thời đưa ra một loạt các ký hiệu phê bình văn bản. Ông đã viết lời giới thiệu cho nhiều vở kịch, một vài trong số đó còn sót lại trong các bản sao lại một phần. Vị quản thủ thư viện thứ năm là một người ít được biết đến có tên là Apollonios, ông ta được biết đến bởi biệt danh bằng tiếng Hy Lạp tiếng Hy Lạp cổ: ὁ εἰδογράφος ("người phân loại các hình thức"). Một trong những nguồn từ điển sau này giải thích rằng biệt hiệu này đề cập đến việc phân loại thơ trên cơ sở các hình thức âm nhạc.
Trong giai đoạn đầu thế kỷ thứ 2 trước Công nguyên, một số học giả tại Thư viện Alexandria đã nghiên cứu các công trình về y học. Zeuxis nhà kinh nghiệm được ghi nhận là đã viết những bài bình luận về tuyển tập Hippocrates và ông đã tích cực thực hiện việc mua các tác phẩm y học cho kho sách của Thư viện. Một học giả tên Ptolemaios Epithetes đã viết một chuyên luận về các vết thương trong các bài thơ của Homer, một chủ đề giao thoa giữa triết học và y học cổ truyền. Tuy nhiên, cũng vào đầu thế kỷ thứ 2 trước Công nguyên, quyền lực chính trị của triều Ptolemaios bắt đầu suy giảm. Sau trận Raphia vào năm 217 TCN, quyền lực của nhà Ptolemaios ngày càng không ổn định. Đã có những cuộc nổi dậy của người dân Ai Cập, và trong giai đoạn nửa đầu thế kỷ thứ 2 trước Công nguyên, sự giao thiệp với Thượng Ai Cập đã gần như bị gián đoạn. Các vị vua nhà Ptolemaios cũng bắt đầu nhấn mạnh khía cạnh Ai Cập của quốc gia thay vì khía cạnh Hy Lạp. Do đó, nhiều học giả Hy Lạp bắt đầu rời Alexandria để đến những quốc gia an toàn hơn với sự bảo trợ hào phóng hơn.
Aristarchos của Samothrace (sống khoảng 216–145 TCN) là vị quản thủ thứ sáu của thư viện. Ông được đánh giá là người vĩ đại nhất trong tất cả các học giả cổ đại vì đã tạo ra không chỉ các văn bản của các bài thơ và tác phẩm văn xuôi cổ điển, mà cả hypomnemata, là các bài bình luận dài, nội dung tự do ghi kèm trong các văn bản. Những bài bình luận này thường trích dẫn tiêu biểu một đoạn trong một tác phẩm kinh điển, giải thích ý nghĩa của nó, xác định bất kỳ từ bất thường nào được sử dụng trong đó và nhận xét liệu các từ trong đoạn văn có thực sự được sử dụng bởi tác giả gốc hay nếu chúng là các sửa lén được thêm bởi các những người chép bản thảo sau này. Ông có nhiều đóng góp cho hoạt động nghiên cứu, đặc biệt là nghiên cứu các bài thơ của Homer, và ý kiến biên tập của ông được các tác giả cổ đại trích dẫn như là ý kiến uy tín. Một phần của một trong những bài bình luận của Aristarchos về tác phẩm Lịch sử của Herodotos vẫn còn tồn tại đến nay trong một mảnh giấy cói. Tuy nhiên, vào năm 145 TCN, Aristarchus bị cuốn vào một cuộc tranh chấp triều đại, trong đó ông ủng hộ Ptolemaios VII Neos Philopator làm vua của Ai Cập. Ptolemaios VII đã bị Ptolemaios VIII Physcon sát hại và cướp ngôi, vị vua mới lập tức lên kế hoạch trừng phạt tất cả những người đã ủng hộ vị tiên vương của mình, điều này buộc Aristarchos phải chạy trốn khỏi Ai Cập và lánh nạn trên đảo Síp, tại đây ông qua đời một thời gian sau đó. Ptolemaios VIII đã trục xuất tất cả các học giả nước ngoài khỏi Alexandria, buộc họ phải ly tán khắp khu vực miền Đông Địa Trung Hải.

## Suy tàn

### Sau sự trục xuất của Ptolemaios VIII
Sự trục xuất các học giả ra khỏi Alexandria của vua Ptolemasios VIII Physcon đã mang lại một sự thay đổi lớn trong lịch sử tri thức của thời kỳ Hy Lạp. Các học giả đã từng nghiên cứu tại Thư viện Alexandria cùng các học trò của họ vẫn tiếp tục tiến hành công việc nghiên cứu và viết nhiều chuyên luận, phần đông đã không còn hoạt động tại Thư viện. Một cuộc rời bỏ lớn Thư viện Alexandrian đã diễn ra, các học giả ra đi đến khắp các vùng đất phía đông Địa Trung Hải và sau đó là đi đến khắp phần phía tây Địa Trung Hải. Học trò của Aristarchos là Dionysios Thrax (khoảng 170–90 TCN) đã thành lập một trường học trên đảo Rhodes của Hy Lạp. Dionysios Thrax đã viết cuốn sách đầu tiên về ngữ pháp tiếng Hy Lạp, cuốn sách là tài liệu hướng dẫn ngắn gọn để nói và viết tiếng Hy Lạp một cách rõ ràng và hiệu quả. Cuốn sách này vẫn là sách giáo khoa ngữ pháp chính cho các học sinh Hy Lạp cho đến cuối thế kỷ thứ 12. Người La Mã đã viết dựa trên ngữ pháp của cuốn sách, và tiêu chuẩn này vẫn là nền tảng cho các hướng dẫn ngữ pháp tiêu chuẩn trong nhiều ngôn ngữ đến tận ngày nay. Một học trò khác của Aristarchos là Apollodoros của Athens (khoảng 180–110 TCN) đã đi đến Pergamum, tại đây Apollodoros dạy học và tiến hành công việc nghiên cứu. Các cuộc ra đi quy mô lớn này đã khiến nhà sử học Menecles của Barce bình luận một cách mỉa mai rằng Alexandria đã trở thành giáo viên của tất cả người Hy Lạp và dân tộc mọi rợ.
Trong khi đó, tại Alexandria, từ giữa thế kỷ thứ 2 trước Công nguyên trở đi, sự cai trị của triều Ptolemaios ở Ai Cập đã trở nên kém ổn định hơn so với trước đây. Đối mặt với tình trạng bất ổn xã hội ngày càng gia tăng cùng các vấn đề chính trị và kinh tế lớn khác, các vị vua triều Ptolemaios sau này không dành nhiều sự quan tâm đối với Thư viện và Mouseion như những vị vua trước đó. Địa vị của thư viện và người quản thủ thư viện đã bị giảm bớt. Một số vị vua Ptolemaios sau này đã sử dụng vị trí quản thủ thư viện giống như là một phần thưởng chính trị đơn thuần để ban thưởng cho những người ủng hộ tận tụy nhất của nhà vua. Ptolemaios VIII bổ nhiệm một người tên là Cydas, một trong những cận vệ cung điện của ông ta làm quản thủ thư viện và Ptolemaios IX Lathyros (cai trị trong giai đoạn 88–81 TCN) cũng được cho là đã trao vị trí quản thủ thư viện cho một người ủng hộ chính trị của ông. Cuối cùng, vị trí quản thủ thư viện mất dần uy tín đến nỗi ngay cả các học giả đương thời cũng không còn quan tâm đến việc ghi chép lại nhiệm kì của mỗi vị quản thủ thư viện.
Một sự thay đổi lớn trong nền học thuật Hy Lạp xảy ra vào khoảng đầu thế kỷ I trước Công nguyên. Vào thời điểm này, tất cả các tác phẩm thơ cổ điển lớn cuối cùng đã được chuẩn hóa và các bài bình luận bao quát đã được đồng thời với những tác phẩm của tất cả các tác giả văn học lớn thuộc Thời đại Hy Lạp cổ điển. Do đó, còn rất ít tác phẩm gốc để các học giả có thể làm với các văn bản này. Nhiều học giả bắt đầu ghi chép các bản tổng hợp và viết lại các bài bình luận của các học giả Alexandria từ các thế kỷ trước đó từ các bản gốc của họ. Các nhóm học giả khác đã bị phân hóa, họ bắt đầu viết bình luận về các tác phẩm thơ của các tác giả hậu cổ điển, bao gồm các nhà thơ của Alexandria như Callimachos và Apollonios của Rhodes. Trong khi đó, nền học thuật của Alexandria có lẽ đã được giới thiệu đến Rome vào thế kỷ I trước Công nguyên bởi Tyrannion của Amisus (khoảng 100–25 TCN), ông là một học trò của Dionysios Thrax.

### Bị Julius Caesar đốt cháy

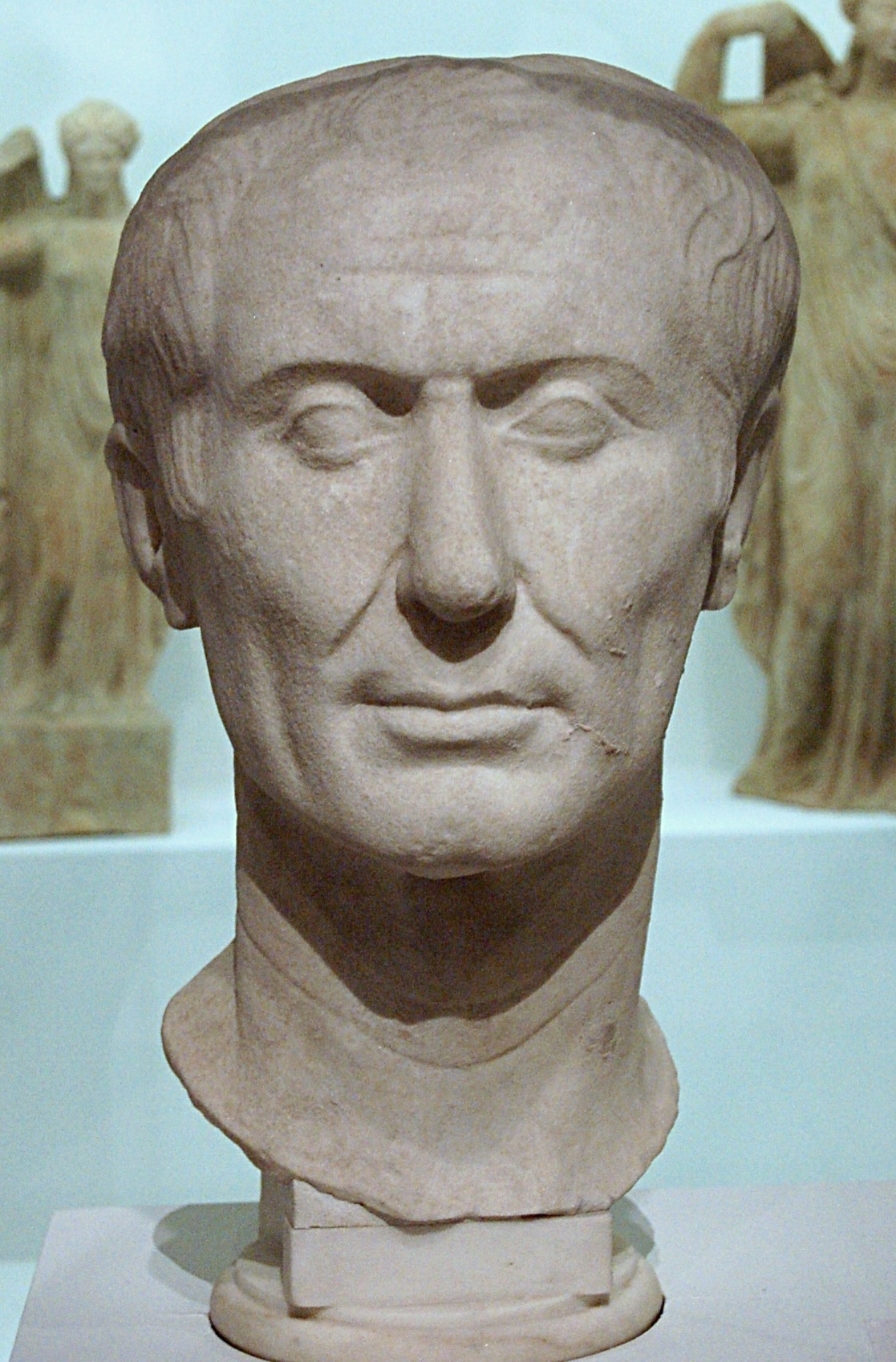
Tướng quân La Mã là Julius Caesar đã buộc phải phóng hỏa những con tàu của chính mình trong Cuộc vây hãm Alexandria vào năm 47 TCN. Nhiều nhà văn cổ đại ghi chép rằng ngọn lửa đã lan rộng và phá hủy một phần kho tàng của Thư viện Alexandria; tuy nhiên, phần còn lại của Thư viện dường như vẫn tồn tại hoặc nhanh chóng được xây dựng lại.

Vào năm 48 TCN, Julius Caesar đã bị bao vây tại Alexandria trong cuộc nội chiến của ông với Pompeius. Những người lính của ông đã phóng hỏa đốt thuyền của họ nhằm ngăn chặn việc hạm đội có thể rơi vào tay người em trai của Cleopatra là Ptolemaios XIV. Đám cháy này đã lan sang các khu vực nằm gần bến cảng và gây ra thiệt hại đáng kể. Nhà soạn kịch và triết gia khắc kỷ người La Mã vào thế kỷ I là Seneca Trẻ đã trích dẫn tác phẩm Ab Urbe Condita Libri được Livius viết trong khoảng thời gian từ 63 đến 14 TCN khi nhắc đến sự kiện này và cho biết rằng đám cháy do Caesar gây nên đã phá hủy 40.000 cuộn sách từ Thư viện Alexandria. Học giả Hy Lạp thuộc giai đoạn Trung kỳ Platon, Plutarch (khoảng 46–120 CN) đã viết trong tác phẩm Tiểu sử Caesar của ông rằng, "Khi kẻ thù cố gắng cắt đứt liên lạc bằng đường biển của ông (Caesar), ông đã buộc phải làm chệch hướng mối đe dọa đó bằng cách phóng hỏa những con tàu của mình, mà sau khi các bến cảng bị cháy, lửa từ đó lan rộng ra và phá hủy Đại thư viện." Nhà sử học La Mã Cassius Dio (khoảng 155–235) viết: "Nhiều nơi đã bị đốt cháy, hậu quả là cùng với các tòa nhà khác, những xưởng đóng tàu, các kho chứa ngũ cốc, những cuốn sách, người ta nói rằng với số lượng lớn và chất lượng tốt nhất, đã bị đốt cháy." Tuy nhiên, Florus và Lucan chỉ đề cập rằng ngọn lửa đã thiêu rụi chỉ mình hạm đội và một số "ngôi nhà gần biển".
Các học giả đã giải thích cách diễn đạt của Cassius Dio để chứng tỏ rằng đám cháy không thực sự phá hủy toàn bộ Thư viện mà chỉ là một nhà kho nằm gần bến cảng vốn được Thư viện sử dụng để chứa các cuộn giấy. Bất kể ngọn lửa của Ceasar gây ra sự tàn phá đối với Thư viện như thế nào đi chăng nữa, Thư viện rõ ràng đã không bị phá hủy hoàn toàn. Nhà địa lý học Strabo (khoảng 63 trước Công nguyên–24 Công nguyên) đề cập đến việc đến thăm Mouseion vào khoảng năm 20 TCN, Thư viện là một phần của viện nghiên cứu lớn hơn này, sự kiện này diễn ra vài thập kỷ sau khi ngọn lửa của Caesar thiêu cháy Thư viện, điều này chỉ ra rằng nó vẫn nguyên vẹn qua vụ cháy hoặc được xây dựng lại ngay sau đó. Tuy nhiên, thái độ của Strabo khi đề cập tới Mouseion cho thấy rằng uy tín của nó đã suy giảm không còn được như vài thế kỷ trước đó. Mặc dù đề cập đến Mouseion, Strabo không đề cập riêng đến Thư viện, điều này chỉ ra rằng tầm cỡ và sự quan trọng của nó đã suy giảm nghiêm trọng đến nỗi Strabo cảm thấy không đáng đề cập riêng. Không rõ chuyện gì đã xảy ra với Mouseion sau khi Strabo nhắc đến nó.
Plutarch ghi lại trong tác phẩm Tiểu sử Marcus Antonius của mình rằng vài năm trước khi Trận Actium (năm 33 TCN) diễn ra, theo như đồn đại thì Marcus Antonius đã trao cho Cleopatra tất cả 200.000 cuộn giấy trong Thư viện Pergamum. Bản thân Plutarch cũng chú giải rằng nguồn cho giai thoại này không đáng tin cậy và câu chuyện này có thể đã được sử dụng với mục đích tuyên truyền nhằm thể hiện rằng Marcus Antonius trung thành với Cleopatra và Ai Cập hơn là với Rome. Tuy nhiên, Casson lập luận rằng kể cả khi câu chuyện này đã được bịa đặt, nó sẽ là không đáng tin cậy trừ khi Thư viện vẫn còn tồn tại. Edward J. Watts lập luận rằng món quà của Marus Antonius có thể là nhằm để bổ sung cho kho tàng của Thư viện sau những thiệt hại do vụ cháy của Caesar gây ra cho nó khoảng một thập kỷ rưỡi trước đó.
Một bằng chứng khác chứng minh cho sự tồn tại của Thư viện sau năm 48 TCN đó chính là một học giả đã từng làm việc ở Alexandria tên là Didymos Chalcenteros, tác giả của các bài bình luận tổng hợp vào giai đoạn khoảng cuối thế kỷ thứ nhất TCN và đầu thế kỷ thứ nhất, biệt danh của ông là Χαλκέντερος (Chalkénteros) và có nghĩa là "ruột đồng". Didymos được cho là đã viết khoảng 3.500 đến 4.000 cuốn sách, khiến ông trở thành nhà văn nổi tiếng nhất trong suốt thời cổ đại. Ông cũng còn có một biệt danh khác là βιβλιολάθης (Biblioláthēs), có nghĩa là "người quên sách vở" bởi vì ông không thể nhớ tất cả những cuốn sách mà mình đã viết. Nhiều phần trong một số bài bình luận của Didymos đã được lưu giữ dưới dạng các trích đoạn, chúng sau này được dùng làm nguồn thông tin quan trọng cho các học giả hiện đại khi nghiên cứu các tác phẩm quan trọng tại Thư viện Alexandria. Lionel Casson tuyên bố rằng hiệu suất phi thường của Didymos "sẽ là không thể trừ phi ít nhất một phần nguồn tài nguyên của thư viện được ông tùy ý sử dụng."

### Thời kỳ La Mã và sự hủy diệt

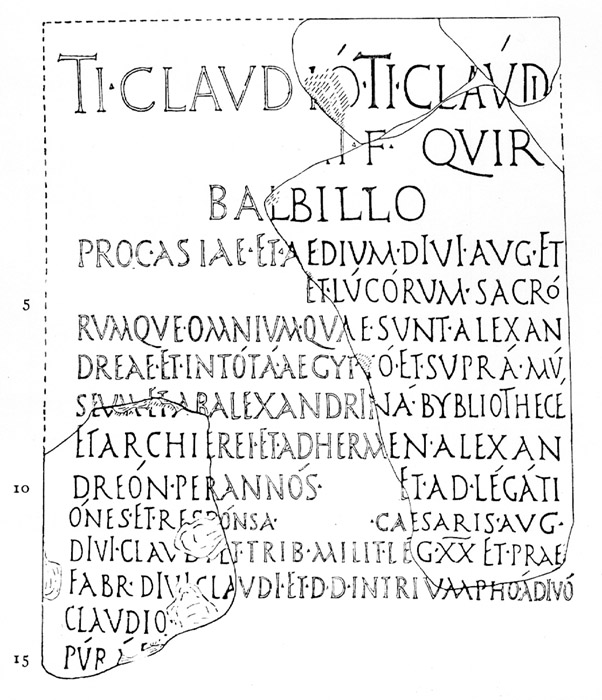
Dòng chữ Latinh này có nội dung liên quan đến Tiberius Claudius Balbilus của Rome (năm 79) đề cập đến "ALEXANDRINA BYBLIOTHECE" (dòng thứ tám).

Đến nay chúng ta vẫn chưa biết được nhiều điều về Thư viện Alexandria trong thời kỳ Nguyên Thủ của La Mã (27 trước Công nguyên–284 Công nguyên). Theo ghi chép, Hoàng đế Claudius (cai trị trong thời gian 41-54 CN) đã xây dựng thêm một khu vực bổ sung cho thư viện, nhưng có vẻ như vận mệnh chung của Thư viện Alexandria cũng giống như thành phố của nó. Khi Alexandria nằm dưới sự cai trị của La Mã, địa vị của thành phố và Thư viện cũng dần dần suy giảm. Trong khi Mouseion vẫn còn tồn tại, tư cách hội viên lại được công nhận không dựa trên thành tựu về học thuật, mà đơn thuần dựa trên sự nổi bật trong chính quyền, quân đội hoặc thậm chí trong thể thao.
Điều tương tự cũng xảy ra đối với trường hợp của vị trí quản thủ thư viện, vị quản thủ thư viện duy nhất được biết đến vào thời kỳ La Mã có tên là Tiberius Claudius Balbilus, ông sống vào giai đoạn giữa thế kỷ I và là một chính trị gia, quan chức chính quyền và sĩ quan quân đội không có thành tích học thuật đáng kể nào. Thành viên của Mouseion không cần phải dạy học, tiến hành nghiên cứu hay thậm chí sống ở Alexandria. Nhà văn người Hy Lạp Philostratos ghi lại rằng hoàng đế Hadrianus (trị vì trong khoảng thời gian 117–138) đã bổ nhiệm nhà dân tộc học Dionysius của Miletos và nhà ngụy biện Polemon của Laodicea làm thành viên của Mouseion, mặc dù cả hai người này đều chưa từng dành thời gian đáng kể để sống ở Alexandria.
Khi danh tiếng nghiên cứu của giới học giả Alexandria suy giảm, các thư viện khác trên khắp vùng Địa Trung Hải lại dần trở nên nổi tiếng hơn, điều này khiến cho địa vị số một trước kia của Thư viện Alexandria ngày càng suy giảm. Các thư viện khác cũng đã xuất hiện trong chính thành phố Alexandria và các cuộn sách từ Đại Thư viện có thể đã được chuyển sang lưu trữ tại một số thư viện nhỏ hơn này. Caesareum và Claudianum ở Alexandria đều nổi tiếng là các thư viện lớn vào cuối thế kỷ nhất. Theo nhà sử học cổ điển Edward J. Watts thì ban đầu Serapeum là "thư viện con" của Thư viện Alexandria, nó có lẽ được mở rộng trong thời kỳ này.
Vào thế kỷ thứ 2, Đế quốc La Mã ngày càng ít phụ thuộc vào nguồn ngũ cốc cung cấp từ Alexandria, sự nổi tiếng của thành phố cũng ngày càng giảm dần. Người La Mã trong thời kỳ này ít quan tâm đến giới học giả Alexandria, điều này khiến cho danh tiếng của Thư viện cũng tiếp tục suy giảm. Các học giả làm việc và nghiên cứu tại Thư viện Alexandria trong thời kỳ Đế quốc La Mã cũng ít được biết đến hơn so với những người đã nghiên cứu ở đó trong Thời kỳ Ptolemaios. Cuối cùng, bản thân từ "người Alexandria" đã trở thành từ đồng nghĩa với việc chỉnh sửa văn bản, sửa lỗi văn bản và viết bình luận được tổng hợp từ những học giả trước đó. Nói cách khác, về mặt giáo dục, trở nên đơn điệu và thiếu tính nguyên bản ban đầu. Các ghi chép đề cập đến Thư viện Alexandria và Mouseion biến mất từ giữa thế kỷ III. Các tham khảo cuối cùng nhắc đến các học giả thành viên của Mouseion có niên đại là vào khoảng thập niên 260.
Vào năm 272, Hoàng đế Aurelianus đã cho quân chiếm lại thành phố Alexandria từ tay quân đội của nữ hoàng đế quốc Palmyra là Zenobia. Trong lúc trận chiến diễn ra, quân của Aurelian đã phá hủy khu phố Broucheion của thành phố nơi có thư viện chính. Nếu Mouseion và Thư viện vẫn còn tồn tại vào thời điểm này, chúng gần như chắc chắn bị phá hủy trong cuộc tấn công. Nếu chúng còn sống sót sau cuộc tấn công này thì bất cứ thứ gì còn lại cũng sẽ bị phá hủy trong sự kiện tiếp theo là cuộc bao vây Alexandria của Hoàng đế Diocletianus diễn ra vào năm 297.

## Những thư viện kế tục Mouseion

### Serapeum

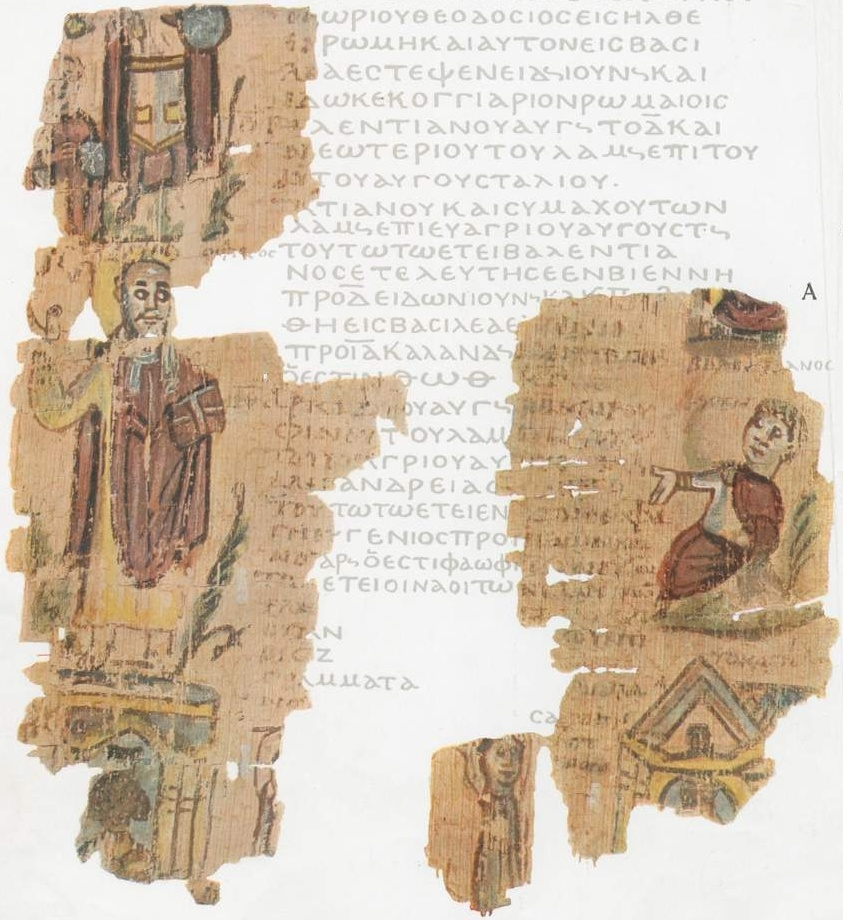
Bức họa từ Biên niên sử thế giới Alexandria mô tả Giáo hoàng Theophilus của Alexandria, cầm Sách Phúc Âm trong tay và đứng chiến thắng trên đỉnh Serapeum vào năm 391 CN.

Theo những ghi chép rải rác thì vào thế kỷ thứ IV, một thư viện được gọi là "Mouseion" có thể đã được tái lập tại một địa điểm nằm đâu đó tại Alexandria. Tuy nhiên, không có tài liệu nào ghi lại đặc điểm của thư viện này. Thư viện có thể đã sở hữu một số nguồn thư mục, nhưng bất kể chúng có thể như thế nào thì rõ ràng không thể so sánh với những nguồn tài liệu trước đó. Trong hầu hết nửa cuối thế kỷ IV, thư viện Serapeum có lẽ là kho tàng sách lớn nhất ở thành phố Alexandria. Trong những năm 370 và 380, Serapeum vẫn là một địa điểm hành hương quan trọng đối với nhiều người theo đa thần giáo.
Ngoài việc sở hữu thư viện lớn nhất ở Alexandria, Serapeum còn là một ngôi đền với đầy đủ chức năng và thậm chí nó còn có các lớp học để các nhà triết học giảng dạy. Nó có xu hướng thu hút những người theo thuyết Tân Plato của triết gia Iamblichus. Hầu hết các triết gia này chỉ quan tâm đến phép màu, nghiên cứu các nghi lễ văn hóa và thực hành tôn giáo bí truyền. Nhà triết học Tân Plato là Damascius (sống khoảng 458-538) ghi lại rằng có một người đàn ông tên Olympus đến từ Cilicia đã giảng dạy tại Serapeum, tại đây ông ta đã nhiệt tình dạy cho các học trò của mình các quy tắc thờ cúng thần truyền thống và các thực hành tôn giáo cổ xưa. Ông đã lôi kéo các sinh viên của mình thờ phụng các vị thần cũ theo cách truyền thống, và dạy họ về phép màu nhiệm.
Vào năm 391, một nhóm công nhân theo Kitô giáo ở Alexandria đã phát hiện ra tàn tích của ngôi đền Mithraeum cổ xưa. Họ đã mang một số đồ thờ cúng tới cho vị giám mục Kitô giáo của Alexandria là Theophilus. Theophilus sau đó cho rước các đồ thờ cúng này qua các con phố để chúng có thể bị khinh bỉ và chế giễu. Những tín đồ đa thần giáo của Alexandria đã bị kích động bởi sự báng bổ này, đặc biệt là các giáo viên của trường phái triết học Tân Plato và những người dạy phép màu nhiệm tại Serapeum. Các giáo viên tại Serapeum đã cầm vũ khí và dẫn dắt các học trò cùng những người khác theo mình để tấn công những người Kitô giáo tại Alexandria, họ giết chết rất nhiều người trước khi bị buộc phải rút lui. Để trả thù, các Kitô hữu đã tấn công và phá hủy Serapeum, mặc dù vậy một phần của dãy cột vẫn còn tồn tại cho đến cuối thế kỷ thứ 12. Tuy nhiên, không có văn bản nào đề cập tới sự phá hủy Serapeum mà trong đó nói rằng nó có một thư viện và các nguồn tư liệu được viết trước khi nó bị phá hủy nói về bộ sưu tập sách trong quá khứ, điều này chỉ ra rằng ở đó không có bất kỳ kho tàng sách nào tại thời điểm bị phá hủy.

### Trường học của Theon và Hypatia

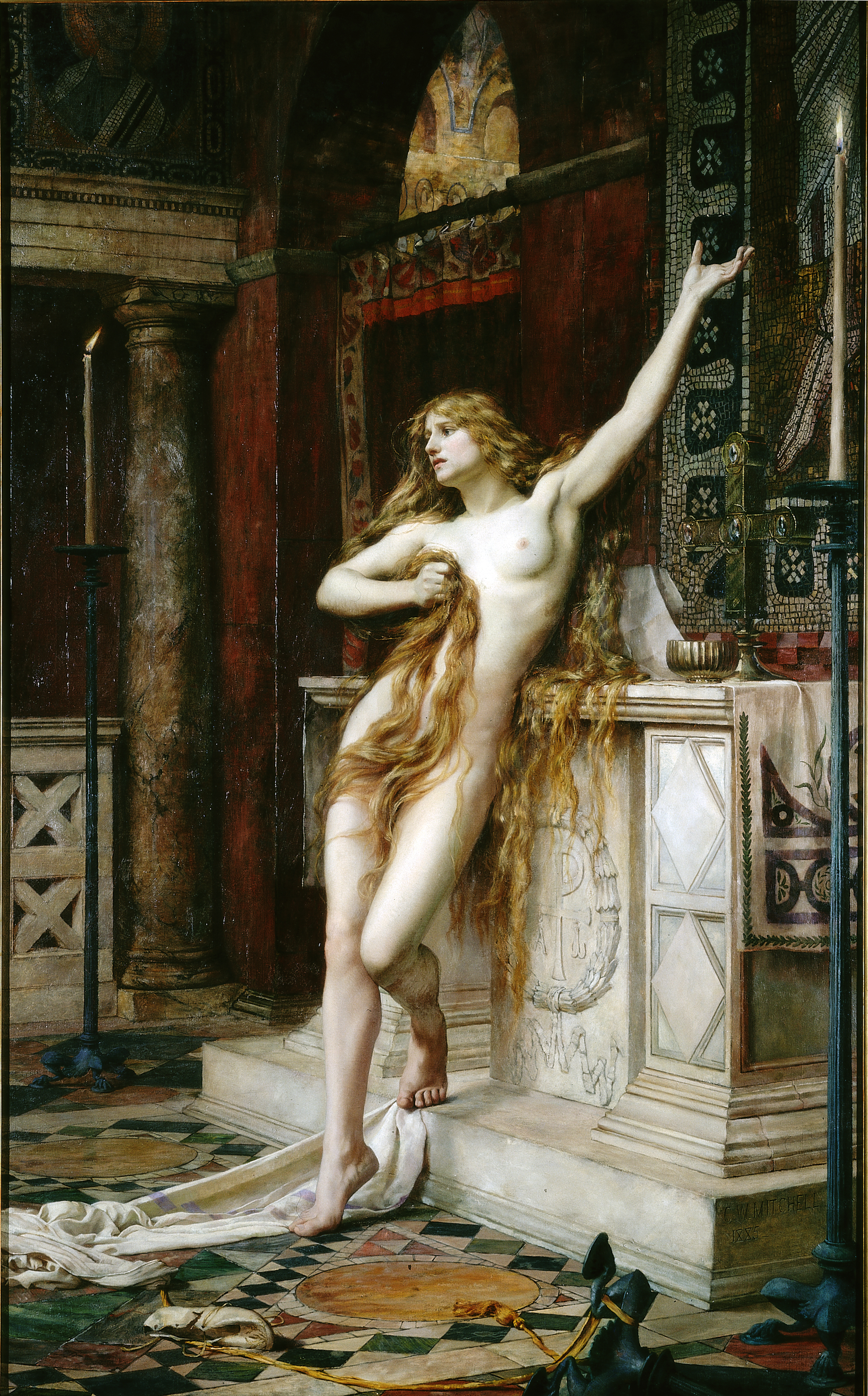
Bức tranh Hypatia (1885) được vẽ bởi Charles William Mitchell, nó được cho là mô tả một cảnh trong tiểu thuyết Hypatia do Charles Kingsley sáng tác vào năm 1853.

Suda - một bách khoa toàn thư của đế quốc Byzantine vào thế kỷ thứ 10 đã gọi nhà toán học Theon của Alexandria (335-405) là "người đàn ông của Mouseion". Tuy vậy theo nhà sử học cổ điển Edward J. Watts, Theon có lẽ là người đứng đầu một ngôi trường gọi là "Mouseion", nó được đặt tên phỏng theo tên của Mouseion trong Thời kỳ Hy Lạp hóa vốn từng thuộc Thư viện Alexandria, nhưng không có gì đảm bảo chúng liên quan nhau. Trường học của Theon là ngôi trường riêng biệt, có uy tín cao và bảo thủ về mặt học thuyết. Cả Theon và Hypatia dường như không có bất kỳ mối liên hệ nào với những người theo trường phái Tân Plato của Iamblichus giảng dạy tại Serapeum. Mà ngược lại, Theon đã chống lại những lời dạy của Iamblichus và có thể đã tự hào về việc giảng dạy một học thuyết Tân Plato thuần túy của Plotinus. Vào khoảng năm 400, con gái của Theon là Hypatia (sinh khoảng năm 350-370; mất năm 415) đã kế vị ông làm hiệu trưởng của ngôi trường. Giống như cha mình, bà đã từ chối những lời dạy của Iamblichus mà thay vào đó chấp nhận học thuyết Tân Plato gốc được Plotinus đề ra.
Theophilus đã ra lệnh phá hủy Serapeum nhưng lại khoan dung với trường học của Hypatia và thậm chí còn khuyến khích hai học trò của bà trở thành giám mục trong khu vực dưới sự quản lý của ông. Hypatia là một người cực kỳ nổi tiếng đối với người dân Alexandria và đã gây ra ảnh hưởng chính trị sâu sắc. Theophilus đã tôn trọng các cấu trúc chính trị của Alexandria và không phản đối mối quan hệ mật thiết vốn được Hypatia thiết lập với các quan chức đứng đầu của La Mã. Hypatia sau đó đã bị vướng vào mối thù hận chính trị giữa Orestes của Alexandria và Cyrillô thành Alexandria, người đã kế vị chức giám mục của Theophilus. Những lời đồn đại được lan truyền buộc tội bà vì đã ngăn chặn Orestes hòa giải với Cyril vào tháng 3 năm 415, bà đã bị sát hại bởi một đám đông Kitô hữu, do một lector tên là Peter lãnh đạo. Bà không có người kế tục và trường học của bà đã sụp đổ sau khi bà qua đời.

### Các trường học và thư viện sau này tại Alexandria
Hypatia không phải là người theo đa thần giáo cuối cùng ở Alexandria, bà cũng không phải là nhà triết học Tân Plato cuối cùng. Cả học thuyết Tân Plato và đa thần giáo đều đã tồn tại ở Alexandria và khắp vùng phía đông Địa Trung Hải trong nhiều thế kỷ sau khi bà qua đời. Nhà Ai Cập học người Anh Charlotte Booth ghi lại rằng có một số lượng lớn các giảng đường học thuật mới đã được xây dựng tại Kom el-Dikka ở Alexandria sau khi Hypatia qua đời, điều này cho thấy triết học rõ ràng vẫn được dạy trong các trường học của Alexandria. Các nhà văn cuối thế kỷ thứ 5 là Zacharias Scholasticus và Aeneas của Gaza đều nói về "Mouseion" như một địa điểm được nhắc đến trong văn học khá thường xuyên. Các nhà khảo cổ học đã xác định các giảng đường có niên đại khoảng thời gian này, có vị trí nằm gần nhưng không phải là nằm trên địa điểm của Mouseion dưới thời nhà Ptolemaios, nó có thể là "Mouseion" được các nhà văn này đề cập đến.
Vào năm 642, Alexandria đã bị chiếm bởi quân đội Hồi giáo dưới quyền Amr ibn al-As. Một số tác phẩm bằng tiếng Ả Rập sau này đã ghi lại rằng thư viện bị phá hủy theo lệnh của Caliph Omar. Bar-Hebraeus đã trích dẫn lời Omar khi ông ta nói với Yaḥyā al-Naḥwī trong tác phẩm của mình vào thế kỷ thứ 13 như sau: "Nếu những cuốn sách đó phù hợp với Kinh Quran, chúng ta không cần chúng nữa, và nếu chúng trái với Kinh Quran, hãy tiêu diệt chúng." Các học giả sau này, bao gồm cả Cha Eusèbe Renaudot vào năm 1793, hoài nghi về những câu chuyện này, căn cứ vào việc chúng đã được viết rất lâu sau khi những sự kiện này diễn ra và động cơ chính trị của các nhà văn khác nhau.

## Kho tàng
Đến nay vẫn không thể xác định kích thước của kho tàng trong bất kỳ thời điểm nào một cách chắc chắn. Sách cuộn bằng giấy cói tạo nên kho tàng, và mặc dù sách đóng đã được sử dụng từ sau năm 300 CN, Thư viện Alexandria không bao giờ được ghi nhận là đã chuyển sang giấy giả da, có lẽ vì mối liên hệ mạnh mẽ trong việc phát đạt của buôn bán giấy cói. (Thư viện Alexandria trên thực tế là nguyên nhân gián tiếp trong việc tạo ra văn bản trên giấy da do nhu cầu quan trọng của thư viện đối với giấy cói, chúng rất ít được xuất khẩu và do đó một nguồn nguyên liệu sao chép thay thế trở nên thiết yếu.)
Một đoạn văn bản có thể chiếm vài cuộn và sự phân chia này thành các "cuốn sách" khép kín là một khía cạnh chính trong công việc biên tập. Vua Ptolemaios II Philadelphos (309-246 TCN) được cho là đã đặt 500.000 cuộn giấy làm mục tiêu cho thư viện. Mục lục thư viện Pinakes của Callimachus chỉ tồn tại dưới dạng một vài mảng và không thể biết chắc chắn kho tàng có thể lớn đến mức nào và đa dạng như thế nào. Ở đỉnh cao, thư viện được cho là sở hữu gần nửa triệu cuộn, mặc dù các nhà sử học đến nay vẫn tranh luận về con số chính xác, các ước tính cao nhất đưa ra con số 400.000 cuộn trong khi các ước tính bảo thủ nhất chỉ ở mức 40.000, đó vẫn là một bộ sưu tập khổng lồ đòi hỏi không gian lưu trữ rộng lớn.
Do là một tổ chức nghiên cứu, thư viện chứa đầy các ngăn xếp của nó với các công trình mới về toán học, thiên văn học, vật lý, khoa học tự nhiên và các môn học khác. Các tiêu chuẩn thực nghiệm của nó đã được áp dụng chắc chắn mạnh nhất là những lời Phê bình văn bản. Vì cùng một văn bản nhưng thường ghi chép lại, phê bình văn bản so sánh là rất quan trọng để đảm bảo tính chính xác của chúng. Sau khi được chứng minh, các bản sao kinh điển sau đó sẽ được tạo ra cho các học giả, hoàng gia và các thư tịch giàu có trên toàn thế giới, hoạt động thương mại này mang lại thu nhập cho thư viện.

## Di sản

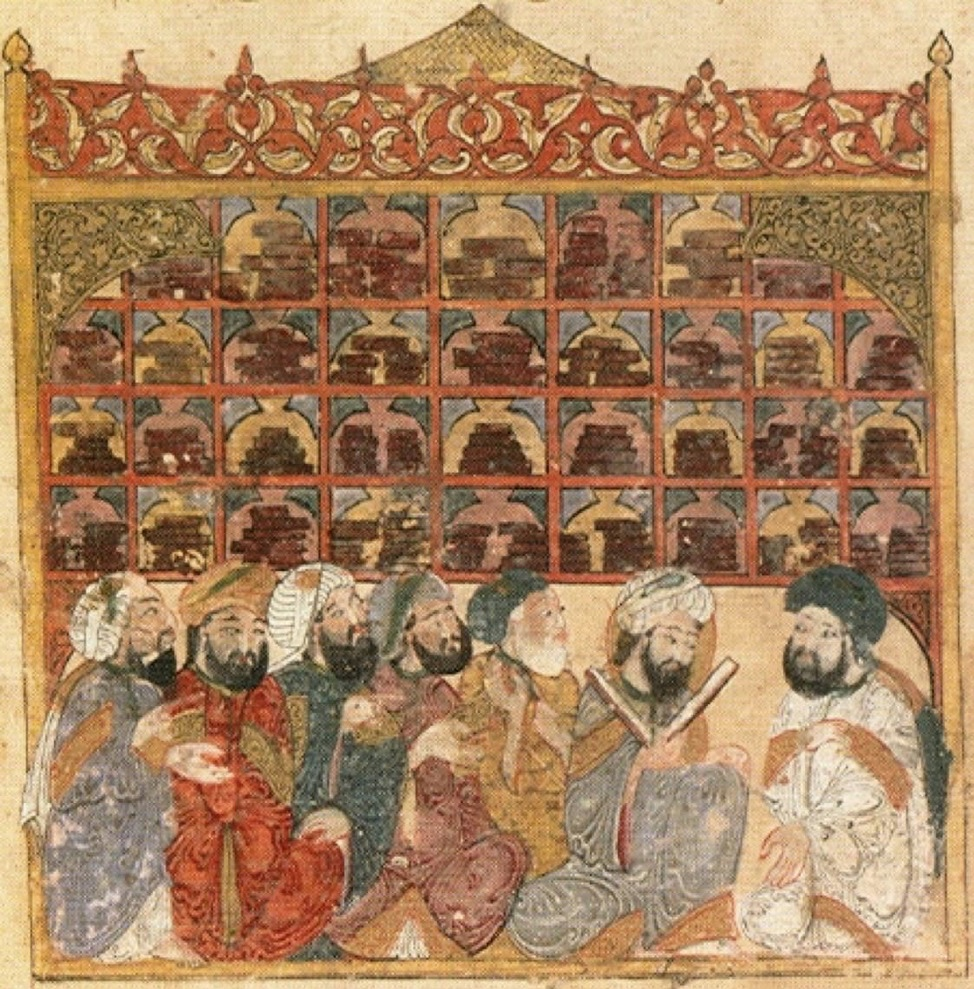
Hình minh họa vẽ bởi Yahyá al-Wasiti từ năm 1237 miêu tả các học giả Ả Rập tại một thư viện Abbasid ở Baghdad

### Trong thời cổ đại
Thư viện Alexandria là một trong những thư viện lớn nhất và uy tín nhất thế giới cổ đại, nhưng nó không phải là thư viện duy nhất. Vào cuối thời kỳ Hy Lạp, hầu hết mọi thành phố ở Đông Địa Trung Hải đều có thư viện công cộng và nhiều thị trấn đều có thư viện cỡ trung bình. Trong thời kỳ La Mã, hàng loạt thư viện được xây dựng. Vào thế kỷ IV, có ít nhất hai chục thư viện công cộng ở Rome.
Vào thời cổ đại, khi Đế chế La Mã tiếp nhận Kitô giáo, các thư viện Kitô giáo được xây dựng và tổ chức mô phỏng theo Thư viện Alexandria và các thư viện lớn khác của thời ngoại giáo trước đó, bắt đầu được thành lập trên khắp khu vực phía đông đế quốc, trong bộ phận cư dân nói tiếng Hy Lạp. Các thư viện lớn nhất và nổi bật nhất trong số đó là Thư viện Thần học Caesarea Maritima, Thư viện Jerusalem và một thư viện Kitô giáo ở Alexandria. Các thư viện này đã tổ chức lưu trữ các tác phẩm ngoại giáo và Kitô giáo song song, các học giả Kitô giáo áp dụng triết học kinh điển Judeo-Christian tương tự các học giả của Thư viện Alexandria đã từng sử dụng để phân tích kinh điển Hy Lạp. Tuy vậy, nghiên cứu của các tác giả ngoại giáo vẫn chỉ là thứ yếu so với nghiên cứu kinh sách Kitô giáo cho đến thời Phục Hưng.
Trớ trêu thay, sự tồn tại của văn bản cổ xưa còn sót lại hầu như không có gì trong các thư viện lớn của thời cổ đại mà thay vào đó hầu hết văn bản chỉ là sao chép lại và tái sao chép văn bản đã sao chép, lúc đầu bởi những người chép tài liệu chuyên nghiệp trong thời kỳ La Mã từ nguồn giấy cói và sau đó chép lại bởi các nhà tu hành trong thời Trung Cổ vào giấy da.

### Bibliotheca Alexandrina
- Bài viết chính: Bibliotheca Alexandrina

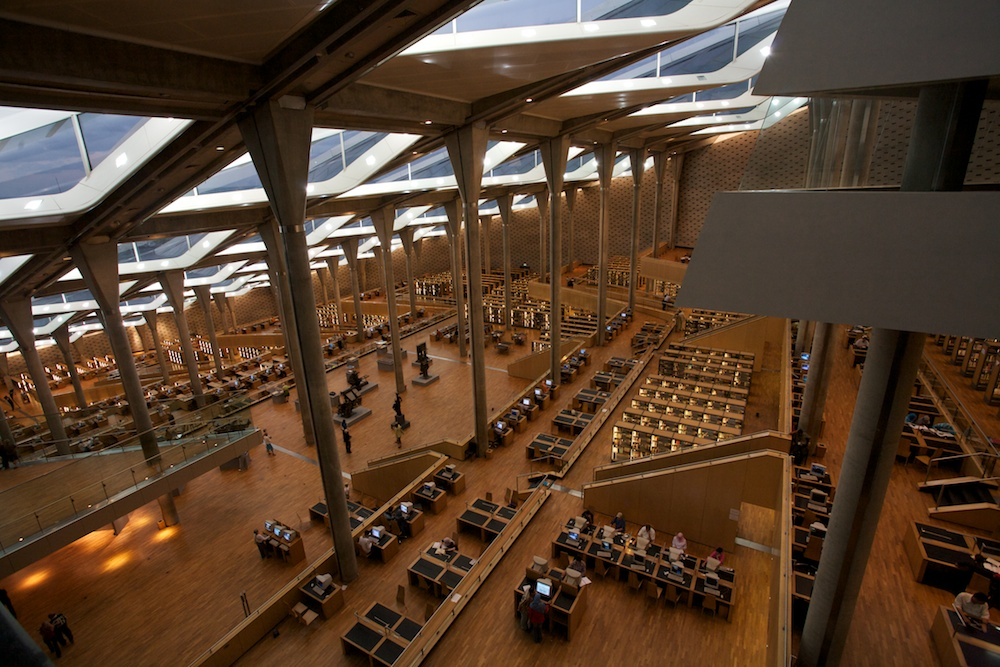
Bên trong Bibliotheca Alexandrina.

Ý tưởng hồi sinh Thư viện cổ đại Alexandria trong thời hiện đại lần đầu tiên được đề xuất vào năm 1974, khi Lotfy Dowidar trở thành chủ tịch của Đại học Alexandria. Vào tháng 5 năm 1986, Ai Cập yêu cầu Ủy ban điều hành UNESCO cho phép tổ chức quốc tế tiến hành nghiên cứu tính khả thi của dự án. Điều này đánh dấu sự khởi đầu của UNESCO cùng sự tham gia của cộng đồng quốc tế trong việc cố gắng đưa dự án thành hiện thực. Bắt đầu từ năm 1988, UNESCO và UNDP đã làm việc để hỗ trợ cuộc thi kiến trúc quốc tế nhằm thiết kế Thư viện. Ai Cập dành bốn ha đất để xây dựng Thư viện và thành lập Ủy ban cao cấp quốc gia về Thư viện Alexandria. Tổng thống Ai Cập Hosni Mubarak quan tâm đến dự án này, điều này góp phần rất lớn vào tiến độ của dự án. Được hoàn thành vào năm 2002, Bibliotheca Alexandrina hiện có vai trò chức năng là một thư viện và trung tâm văn hóa hiện đại, kỷ niệm Thư viện gốc của Alexandria. Phù hợp với nhiệm vụ chức năng của Thư viện lớn Alexandria, Bibliotheca Alexandrina cũng là trường Khoa học Thông tin Quốc tế (ISIS), trường học chuyên môn sau đại học, với mục tiêu là đào tạo nhân viên chuyên nghiệp cho các thư viện ở Ai Cập và trên khắp Trung Đông.